# مانیش دایال
مانیش دایال (به انگلیسی: Manish Dayal) (زاده ۱۷ ژوئن ۱۹۸۳) بازیگر آمریکایی است.
از فیلم‌هایی که وی در آن نقش داشته‌است می‌توان به خانه نایب الملک و تعطیلات اشاره کرد.